# Editions Mego
La Editions Mego è un'etichetta discografica indipendente austriaca inaugurata da Peter Rehberg nel 2006.
L'etichetta conserva il catalogo dell'omonima etichetta fondata dallo stesso Rehberg più nuove uscite sempre incentrate su un'estetica elettronica e sperimentale. Fra gli artisti che hanno inciso per la Editions Mego vi sono Christian Fennesz, Fenn O'Berg, Merzbow, KTL, Cindytalk e Marcus Schmickler.